# Agrikultur (restaurang)

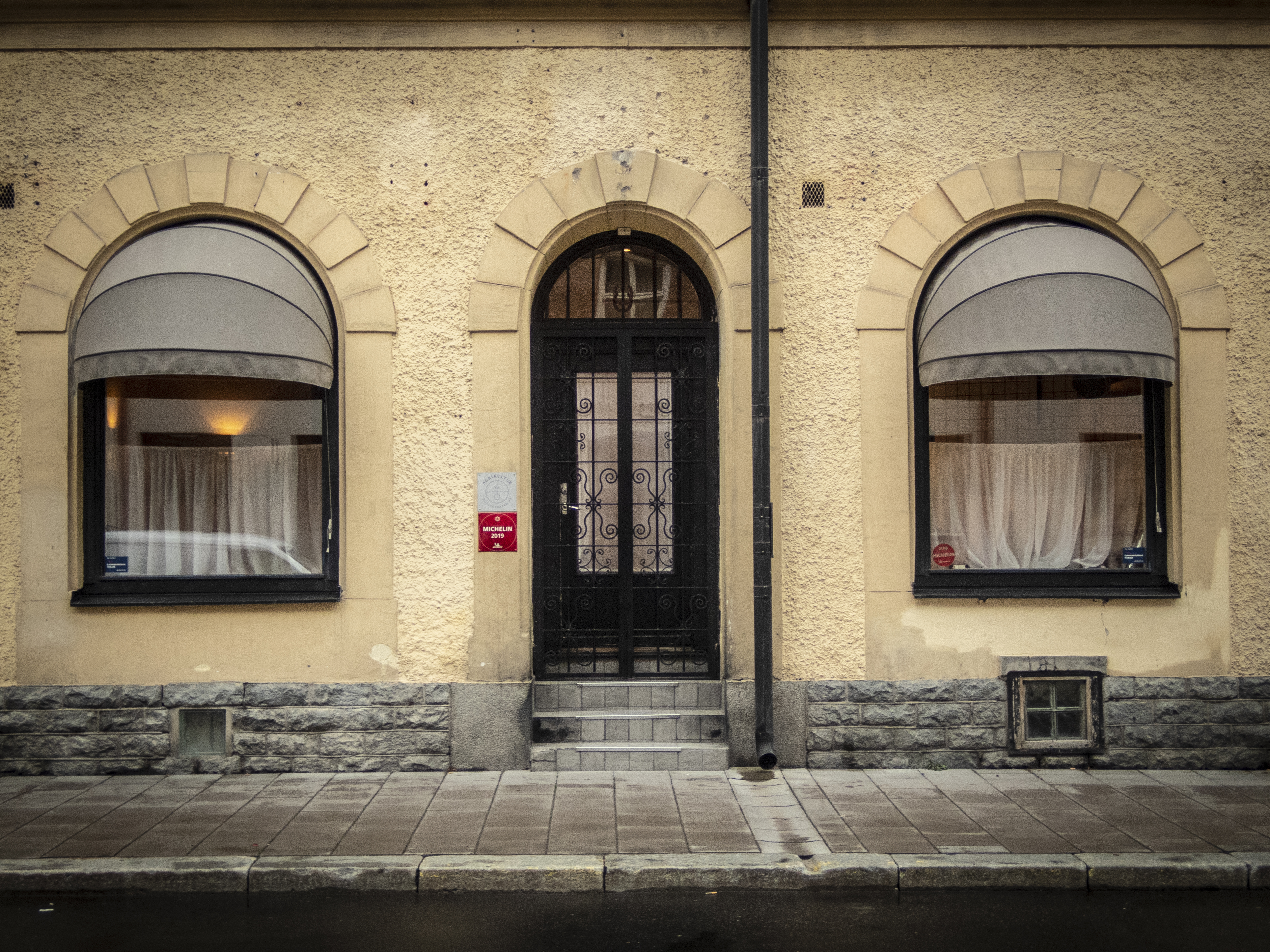
Agrikultur

Agrikultur var en restaurang på Roslagsgatan 43 i Vasastan i Stockholm.
Restaurangen öppnades i december 2015 av kockarna Filip Fastén och Joel Åhlin.  Konceptet var säsongsbaserade avsmakningsmenyer lagade på närproducerade ekologiska nordiska råvaror. Duon omformade restaurang Chez Bettys gamla lokaler med plats för 24 sittande gäster. Köket är öppet så att gästerna kan se maten lagas, bland annat i den vedeldade ugnen och järnspisen. Restaurangen belönades 2018 med en stjärna i Michelinguiden.
2017 öppnade systerkrogen Bar Agrikultur på Skånegatan 79.
Hösten 2022 tillkännagavs att Agrikultur skulle stänga den 22 december 2022.